# Idioma mẽbêngôkre
El mẽbengokre o kayapó es  una lengua de la familia Ye (Gê) de Brasil hablada por los kayapós y otros grupos como los xikrin. La mayoría de hablantes son monolingües en esta lengua nativa, y muchos de los bilingües hablan otra lengua indígena, tal vez solo un 1% de los hablantes de esta lengua habla también portugués de Brasil.

## Fonología
El inventario consonántico del mẽbengokre viene dado por:
|             |             | labial | dental | al.-pal. | velar | glotal |
| ----------- | ----------- | ------ | ------ | -------- | ----- | ------ |
| obstruyente | sorda       | p      | t      | ʧ        | k     | ʔ      |
| obstruyente | sonora      | b      | d      | ʤ        | g     |        |
| nasal       | nasal       | m      | n      | ɲ        | ŋ     |        |
| aproximante | aproximante | w      | ɾ      | j        |       |        |